# 사도청
수춘군부인 사도청(壽春郡夫人 謝道淸, 1210년 5월 2일 ~ 1283년)은 남송 이종(理宗)의 황후이다. 공제(恭帝) 대에 태황태후로서 수렴청정 하였으나 원나라에 투항하였다. 황태후 재위 시 절일은 수숭절(壽崇節)이다.

## 생애

### 황후시절
사도청은 영종 대에 재상을 지낸 사심보의 손녀로 태어났다. 사심보는 영종이 황후를 고를 때 양황후가 책봉되도록 도와준 인물이었는데 양황후는 그 은혜를 보답할 겸 사씨 집안에서 며느리를 간택했다. 이종은 본래 가사도의 누이로 용모가 아름다운 가씨를 더 마음에 들어했지만 어머니의 압력에 사씨를 통의군부인으로 봉했다가 귀인을 거쳐 황후로 책봉했다.
그 후에도 이종은 황후보다는 가씨를 비롯한 다른 여인들을 더 총애했지만 사씨도 자신의 외모가 아름답지 않은 것을 알고 있었기에 이를 질투하지 않았다. 사씨의 이런 태도는 공성황후는 물론 이종에게도 호감을 갖게 했다.
1264년 이종이 붕어하자, 조카 도종(度宗)이 양자로서 즉위하면서 황태후가 되었다.

### 태황태후 시절
1274년 도종이 붕어하고 공제(恭帝)가 4세의 나이로 즉위하자 태황태후가 되었다. 공제의 나이가 어려 수렴청정을 하였지만 군권을 비롯한 국정 전반은 가사도(賈似道)가 쥐고 있었다.
이 시기 원나라의 군대는 이미 중국 북부와 남서부 지역을 장악하고 있었고, 상양 일대를 점령한 뒤, 양쯔강을 건너 주요 전략지점을 획득하고, 남송의 수도 임안(臨安)을 향해 가고 있었다. 태황태후는 백성들에게는 뜻을 모아 황제의 뒤에 나라를 구하라고 명령하고, 다른 한편으로는 남진하는 원나라와 화평을 모색하는 이중적인 해결책을 추구했다.
1275년 바얀(伯顔)이 이끄는 원나라 군대가 가사도가 이끄는 송나라 군대를 격퇴하면서, 군신과 여론의 압박에 굴한 태황태후는 패전의 책임을 물어 가사도를 처형한다. 송나라는 육수부를 비롯해 대신을 파견해 교섭을 시도했지만, 원나라는 남송의 항복 이외에 모든 요구를 거절하였다.

### 남송의 멸망
1276년 원나라 군대가 임안을 함락시키자 태황태후와 황태후는 공제와 함께 바얀에게 투항했다. 원나라 대도로 끌려가 태황태후에서 수춘군부인(壽春郡夫人)으로 격하되었다. 사실상 남송은 멸망하였으나, 남송의 남은 무리들은 항복을 인정하지 않고 공제의 형을 새로운 황제로 옹립하고 광동 일대로 남하하여 항전을 계속하였다.
7년 후인 1283년에 원나라에서 73세의 나이로 사망했다.

## 참고 문헌
- 샹관핑, 《중국사 열전, 후비 - 황제를 지배한 여인들》, 달과소, 2008